# Carlos Moscardini
Carlos Moscardini (Buenos Aires, Argentina, 6 de enero de 1959) es un guitarrista y compositor argentino.
En 1990, fue reconocido como mejor solista en el certamen Nueva Música Popular de su provincia y en 1997 graba su primer disco solista, El corazón manda, para EPSA Records. Esta obra, que incluía composiciones de su autoría y arreglos de otras famosas composiciones argentinas, fue aclamada por la crítica y por otros artistas notables, como su compatriota Juan Falù.
Sus obras son un referente de la nueva música argentina para guitarra, interpretadas por reconocidos guitarristas en el mundo han sido incluidas en programas de estudio en conservatorios de América y Europa.
Se ha presentado en más de 20 países de América, Europa y Asia.
Su música ha sido publicada en Argentina, Francia, Alemania, Japón y Estados Unidos.
Ha publicado varios discos como solista y colaborado en numerosas grabaciones en su país y en el exterior. 
Profesor titular en el Conservatorio de Música Gilardo Gilardi (La Plata) y en el Conservatorio Superior de Música Manuel de Falla (Buenos Aires).

## Discografía[5]
- El corazón manda (1997)
- Buenos Aires de Raíz (2005)
- Maldita Huella (2008) (dúo con Luciana Jury)
- Horizonte infinito (2009) (Winter & Winter)
- Silencios del suburbio (2012)
- Manos (2015) (Hummock Label)
- En vivo en la Usina (2018) (dúo con Juan Falú)
- El Juego (2024)
- En vivo en Japón" (2025)

## Premios y nominaciones
| Año  | Categoría                                          | Trabajo nominado            | Resultado |
| ---- | -------------------------------------------------- | --------------------------- | --------- |
| 1991 | Certamen Libre Musica Popular Provincia de Bs. As. | Solista de Guitarra         | Ganador   |
| 2008 | SADAIC                                             | Un Sueño                    | 3° premio |
| 2010 | Premio Açorianos Mejor Instrumentista MPB          | Delibab, Vitor Ramil        | Ganador   |
| 2015 | Premio Nacional de Música                          | Suburbio, Carlos Moscardini | 1° premio |